# Kees van Langeraad
Kees van Langeraad (Den Haag, 13 juni 1928) is een Nederlandse regisseur van informatieve documentaires. Voor zijn documentaires kreeg hij in 1964 de Zilveren Nipkowschijf.

## Biografie
Kees werd in 1928 geboren als zoon van Krijn Adriaan van Langeraad en Elizabeth Aartje van der Heide. Vader Krijn Adriaan had een bloemenzaak in de Weissenbruchstraat 39 in Den Haag. Deze zaak werd, na het vroege overlijden van Krijn Adriaan in 1940, door zijn vrouw voortgezet. Beide ouders hadden hun wortels in Zeeland liggen, respectievelijk op Schouwen-Duiveland en Noord-Beveland.
Van Langeraad groeide op als enig kind te midden van zijn moeder, een ongetrouwde tante en zijn grootouders. Contact met leeftijdgenoten zocht hij buitenshuis en vond dat in het gezin Frenkel Frank. Hij was, tot hun overlijden, bevriend met de zoons Dimitri en Gregor, die op latere leeftijd bekend zouden worden van toneel en tv.
Na zijn HBS-tijd volgde Van Langeraad van 1946 tot 1948 de studie journalistiek aan het toenmalige Nederlands Opleidingsinstituut voor het Buitenland – de tegenwoordige universiteit Nijenrode – waar hij samen met Henk Hofland de redactie van het studentenblad vormde. Andere, later bekende jaargenoten waren onder andere Willem Oltmans, Michel van der Plas en de bovengenoemde Gregor Frenkel Frank.
Na twee-en-een-half jaar militaire dienst, waarvan een jaar in Indonesië voelde Van Langeraad voor een loopbaan bij de, toen nog experimentele televisie-uitzendingen vanuit Philips Eindhoven. Omdat hij niets van televisie wist, ging hij bij de commerciële afdeling werken met de gedachte dat hij dan wel verder zou rollen. Twee en een halve maand  nadat hij in Eindhoven was begonnen verhuisde de televisie echter naar Bussum. Dit stond hem niet aan en nam ontslag bij Philips, waarna hij college ging lopen in de politieke en sociale wetenschappen aan de Gemeentelijke Universiteit van Amsterdam, de huidige UVA.
Tijdens de studie trad Van Langeraad toe tot de studententoneelgroep waar Henk van Ulsen regisseur was. Het contact met Van Ulsen leverde hem, nadat hij de studie vaarwel had gezegd, een baan op: speler bij het destijds landelijk bekende toneelgezelschap De Nederlandse Comedie. Daar werd hij naast speler ook hulpinspeciënt.

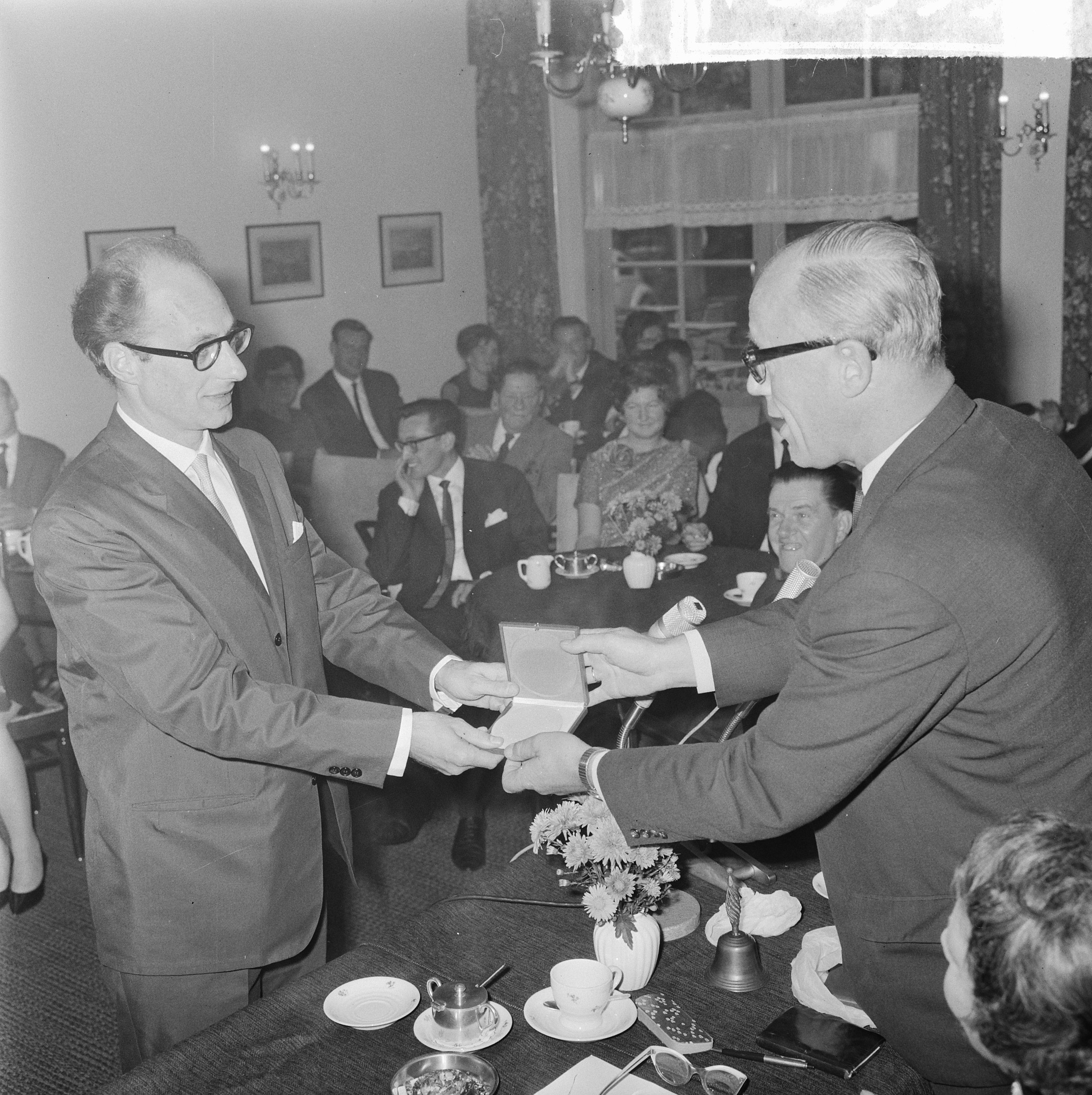
Uitreiking Nipkowschijf aan Kees van Langeraad (links)

### Onderwijsfilms
Daarna heeft Van Langeraad nog verschillende betrekkingen aanvaard, maar hij kon zijn draai niet vinden. Totdat hij toevallig in aanraking kwam met de Stichting Nederlandse Onderwijsfilm (NOF), waar ze iemand zochten voor het uitbreiden van de productiestaf. Daar werd hij aangenomen als assistent bij de montage. Vijf jaar heeft hij de NOF gediend en er het montage-vak geleerd en verschillende films gemaakt. Rond deze tijd wordt geluid geïntroduceerd in de Nederlandse onderwijsfilms. Kees was een pionier op dit gebied.
Tijdens zijn dienstverband bij de NOF sprak hij voor de NCRV al eens commentaar in bij televisie-uitzendingen. In 1958 trad hij in vaste dienst van de NCRV als hoofd-controlekamerregisseur en commentator en was hij voor de tweede keer, en nu definitief tot zijn pensionering in 1992, ingelijfd door de televisie. Door personeelstekort wordt er al snel en regelmatig een beroep gedaan op zijn ervaring als editor. Eind 1959 krijgt Kees de kans om zelf een documentaire te maken: “Balans van een gezin”.

### Documentaires
Gedurende de jaren zestig blijft Van Langeraad, naast andere uiteenlopende omroepwerkzaamheden, documentaires en reportages maken voor de NCRV. Bijvoorbeeld een documentaire over het verdwenen bergvolk der Tellem in de Zuidelijke Sahara.  Dit alles wordt reeds in 1964 bekroond met de Zilveren Nipkowschijf “voor zijn verdiensten als samensteller en regisseur van documentaires, die stuk voor stuk meer waren dan journalistieke reportages”, aldus de jury.

### Buitenrapportages
Als regisseur in vaste dienst moest Van Langeraad ook werken met elektronische camera's in de studio en daarbuiten, op diverse locaties. Zo kreeg hij in 1966 de eindverantwoordelijkheid voor de rapportage tijdens de plechtigheden rondom het huwelijk van Beatrix en Claus, de grootste Nederlandse zwart-wit reportage tot dan toe, met 44 camera's, 12 observatiepunten (met even zovele lokale regisseurs). Tijdens het huwelijk vonden incidenten plaats en werden meerdere rookbommen afgestoken. Voor zover die in de buurt van het bruidspaar ontploften kwamen ze in beeld. Ongeregeldheden elders in de stad waren merendeels niet zichtbaar voor de tv-camera's. Voor enkele wel zichtbare relletjes werd de huwelijksceremonie door Van Langeraad niet onderbroken. Dit is hem, van politiek links (te weinig rellen) als van politiek rechts (te veel rook) kwalijk genomen.

### Informatieve projecten
Na uitstapjes naar andersoortige programma’s richt Van Langeraad, in 1967 overgestapt naar de NTS, zich als eindregisseur or eindredacteur vrijwel uitsluitend op informatieve projecten en series. Een markant voorbeeld hiervan was de vijftien-delige serie "58 miljoen Nederlanders en hun … (krijgsmacht, voedsel, misdaad en straf, behuizing, erotiek, enzovoorts)", gerealiseerd met Gerard Soeteman, Jan Bosdriesz, Manus van de Kamp en tal van wetenschappelijke adviseurs. Twee producties over de schilder Rembrandt in 1985 oogsten, zowel nationaal als internationaal,  prijzen. Zo haalde dit programma in 1992 het Astrolabium binnen tijdens het Internationaal Electronic Cinema Ferstival in Tokio. Eveneens in 1992 wint het tevens de Grote Prijs van het Europese High Definition Festival in het Italiaanse Bergamo.
Sinds hij is gepensioneerd woont Van Langeraad in Amsterdam. Hij is van tijd tot tijd nog actief als documentairemaker. Zo maakte hij in 2014 nog een film over de dove broer van zijn vader, die werd vertoond bij de opening van een tentoonstelling van de schilderijen en tekeningen van deze oom op 25 oktober 2014 in Rotterdam.

## Producties (gedeeltelijk)
- Hansje en de Madurodammers, 1958
- Korot Misjpaga Agat (Balans van een Gezin), 1959
- Het Besluit, 1960
- De Tellem expeditie, 1964
- Koning David, 1965
- Registratie huwelijk Beatrix en Claus, 1966
- 58 Miljoen Nederlanders, 1977
- Het Nederland van Juliana, 1980
- Maritiem, 1983
- De Erasmusprijswinnaars, 1983
- Rembrandt Tekenaar, 1985
- Antilliaans verhaal, 1988
- Het Testament van Kirill Petrovich, 1989
- Markant, 1990
- Met het oog op Rembrandt, 1991
- 3 jonggestorven talenten, 1997
- Atlantis Zoo, 2004
- Neel Korteweg ziet Erasmus, 2013
- De Passie van Piet Leonard, 2014